# Pomponia Grecyna
Pomponia Grecyna (łac. Pomponia Graecina; zm. 84) – żona Aulusa Plaucjusza, oskarżona w 57 o wyznawanie „obcego zabobonu”, przez część literatury utożsamianego z chrześcijaństwem.

## Biografia
Była przypuszczalnie córką konsula Gajusza Pomponiusza Grecyna.
Była krewną i przyjaciółką Julii, córki Druzusa. Gdy Julia w 43 lub 44 została stracona z inicjatywy cesarzowej Messaliny, Pomponia zaczęła nosić żałobę po przyjaciółce. Nosiła ją przez czterdzieści lat, aż do śmierci.
W 57 została oskarżona o wyznawanie „obcego zabobonu” i postawiona przed sądem domowym, któremu przewodził jej mąż, Aulus Plaucjusz. Sąd wydał wyrok uniewinniający. Justus Lipsius jako pierwszy zasugerował, że pod określeniem „obcy zabobon” kryje się chrześcijaństwo. Teza ta znalazła potwierdzenie w znaleziskach archeologicznych.
Niektórzy badacze odrzucają pogląd o związkach Pomponii z chrześcijaństwem.
Pogląd, że Pomponia była chrześcijanką, został spopularyzowany w literaturze. Postać pojawia się w powieściach: Antichrist Ernesta Renana, Caprea i Roma oraz Rzym za Nerona Józefa Ignacego Kraszewskiego, Quo vadis Henryka Sienkiewicza, Wrogowie rodzaju ludzkiego Miki Waltariego i Rzym w płomieniach Paula L. Maiera.